# Зап, Карел Владислав
Карел Владислав Зап (чеш. Karel Vladislav Zap; 8 января 1812, Прага, — 1 января 1871, Бенешов) — чешский писатель
.
Главная заслуга Запа состоит в популяризации знаний. Сочинения Запа касаются в основном чешской истории, географии и археологии; наиболее выдающаяся из них: «Průvodce po Praze» (1848) и иллюстрированная «Česko-moravska kronika», доведенная автором до 1526 и продолженная после его смерти Иос. Коржаном. Заозерский старался проводить идеи о взаимном литературном сближении славян, много переводил с польского и русского (в том числе и «Тараса Бульбу»), писал о польской литературе, составил сочинение о Галиции «Cesty a procházky po Halické zemi».